# Kauswagan
Kauswagan è una municipalità di quinta classe delle Filippine, situata nella Provincia di Lanao del Norte, nella Regione del Mindanao Settentrionale.
Kauswagan è formata da 13 baranggay:
- Bagumbayan (Pob.)
- Bara-ason
- Cayontor
- Delabayan
- Inudaran
- Kawit Occidental
- Kawit Oriental
- Libertad
- Paiton
- Poblacion
- Tacub
- Tingintingin
- Tugar